# Hugh Kilpatrick Gallacher
Hugh Kilpatrick Gallacher, més conegut com a Hughie Gallacher, (Bellshill, 2 de febrer de 1903 - Gateshead, 11 de juny de 1957) fou un futbolista escocès dels anys 1920 i 1930.

## Trajectòria
Els seus primers clubs foren a Escòcia, on defensà els colors de Queen of the South de Dumfries i Airdrieonians. A Airdrieonians guanyà la copa escocesa de futbol, única del club a data de 2010. El 8 de desembre de 1925 fou fitxat pel Newcastle United anglès per £6.500 lliures. El club guanyà la lliga anglesa la temporada 1926-27, fet que no es produïa des de l'any 1909. El 1930 fou fitxat pel Chelsea FC per £25.000 lliures. Marcà 81 gols en 144 partits i fou el màxim golejador de l'equip cadascuna de les 4 temporades en que romangué al club, no obstant no aconseguí guanyar cap títol important. Els darrers anys jugà a Derby County i Notts County, entre d'altres clubs. En la seva llarga carrera marcà 463 gols en 624 partits sèniors.
Amb la selecció escocesa marcà 23 gols en 20 partits. Debutà l'1 de març de 1924 en una victòria per 2-0 sobre Irlanda del Nord. Els seus gols foren:
| #  | Data                 | Seu                       | Oponent             | Gol | Resultat | Competició  |
| -- | -------------------- | ------------------------- | ------------------- | --- | -------- | ----------- |
| 1  | 14 de febrer de 1925 | Tynecastle Park, Edimburg | Gal·les             | 2-0 | 3-1      | C. Britànic |
| 2  | 14 de febrer de 1925 | Tynecastle Park, Edimburg | Gal·les             | 3-1 | 3-1      | C. Britànic |
| 3  | 28 de febrer de 1925 | Windsor Park, Belfast     | Irlanda (unificada) | 2-0 | 3-0      | C. Britànic |
| 4  | 4 d'abril de 1925    | Hampden Park, Glasgow     | Anglaterra          | 1-0 | 2-0      | C. Britànic |
| 5  | 4 d'abril de 1925    | Hampden Park, Glasgow     | Anglaterra          | 2-0 | 2-0      | C. Britànic |
| 6  | 27 de febrer de 1926 | Ibrox Park, Glasgow       | Irlanda (unificada) | 1-0 | 4-0      | C. Britànic |
| 7  | 27 de febrer de 1926 | Ibrox Park, Glasgow       | Irlanda (unificada) | 3-0 | 4-0      | C. Britànic |
| 8  | 27 de febrer de 1926 | Ibrox Park, Glasgow       | Irlanda (unificada) | 4-0 | 4-0      | C. Britànic |
| 9  | 30 d'octubre de 1926 | Ibrox Park, Glasgow       | Gal·les             | 1-0 | 3-0      | C. Britànic |
| 10 | 29 d'octubre de 1927 | The Racecourse, Wrexham   | Gal·les             | 1-0 | 2-2      | C. Britànic |
| 11 | 27 d'octubre de 1928 | Ibrox Park, Glasgow       | Gal·les             | 1-1 | 4-2      | C. Britànic |
| 12 | 27 d'octubre de 1928 | Ibrox Park, Glasgow       | Gal·les             | 2-1 | 4-2      | C. Britànic |
| 13 | 27 d'octubre de 1928 | Ibrox Park, Glasgow       | Gal·les             | 3-1 | 4-2      | C. Britànic |
| 14 | 23 de febrer de 1929 | Windsor Park, Belfast     | Irlanda (unificada) | 1-0 | 7-3      | C. Britànic |
| 15 | 23 de febrer de 1929 | Windsor Park, Belfast     | Irlanda (unificada) | 2-0 | 7-3      | C. Britànic |
| 16 | 23 de febrer de 1929 | Windsor Park, Belfast     | Irlanda (unificada) | 3-0 | 7-3      | C. Britànic |
| 17 | 23 de febrer de 1929 | Windsor Park, Belfast     | Irlanda (unificada) | 5-2 | 7-3      | C. Britànic |
| 18 | 26 d'octubre de 1929 | Ninian Park, Cardiff      | Gal·les             | 1-0 | 4-2      | C. Britànic |
| 19 | 26 d'octubre de 1929 | Ninian Park, Cardiff      | Gal·les             | 2-0 | 4-2      | C. Britànic |
| 20 | 22 de febrer de 1930 | Celtic Park, Glasgow      | Irlanda (unificada) | 1-0 | 3-1      | C. Britànic |
| 21 | 22 de febrer de 1930 | Celtic Park, Glasgow      | Irlanda (unificada) | 2-1 | 3-1      | C. Britànic |
| 22 | 18 de maig de 1930   | Stade Olympique, París    | França              | 1-0 | 2-0      | Amistós     |
| 23 | 18 de maig de 1930   | Stade Olympique, París    | França              | 2-0 | 2-0      | Amistós     |

El 1998 fou escollit per la Football League a la llista de les 100 llegendes del futbol anglès. També ha estat inclòs a l'Scottish Football Hall of Fame.